# 김상현 (1968년)
김상현 (金相賢, 1968년 4월 28일 ~ )은 전 KBO 리그 롯데 자이언츠의 투수였었으며, 고교 시절 내야수로 이름을 떨쳤다.

## 출신학교
- 부산토성중학교
- 경남고등학교
- 동아대학교

1. ↑  “韓日(한일)고교야구 대표팀 임원3 선수17명 확정”. 매일경제. 1987년 8월 8일. 2020년 11월 16일에 확인함.